# El Chico, Guerrero
El Chico är en ort i Mexiko.   Den ligger i kommunen La Unión de Isidoro Montes de Oca och delstaten Guerrero, i den södra delen av landet, 300 km sydväst om huvudstaden Mexico City. El Chico ligger 45 meter över havet och antalet invånare är 278.
Terrängen runt El Chico är platt åt sydväst, men åt nordost är den kuperad. Havet är nära El Chico åt sydväst. Runt El Chico är det glesbefolkat, med 15 invånare per kvadratkilometer. Närmaste större samhälle är La Unión, 7,6 km öster om El Chico. I omgivningarna runt El Chico växer huvudsakligen savannskog.